# Paramon Lozan
Paramon Lozan (n. 1910 - d. ~1941) profesor de liceu și directorul unui gimnaziu din orașul Nisporeni din Republica Moldova, într-un act de eroism și umanitate și-a jertfit viața pentru salvarea unor victime nevinovate, sute de evrei, în timpul regimului lui Ion Antonescu, în cel de al doilea război mondial. 
Împreună cu soția sa, Tamara Lozan, (n. 24 iunie 1918) care era profesoară în același institut, au fost laureați cu titlul și medalia de Drept între popoare acordate de Statul Israel ne-evreilor pentru acte de deosebită bravură și omenie în salvarea de evrei în timpul Holocaustului. 

## Descrierea faptelor
Descrierea faptelor după cum reies din ancheta institutului Yad Vashem, pe baza mărturiilor și documentelor prezentate (dosarul 7338): Paramon și Tamara Lozan locuiau în orașul Nisporeni din Moldova. Paramon Lozan era directorul unui gimnaziu, unde soția lui era profesoară. Când regiunea a reintrat sub controlul românesc, clădirea școlii lui Paramon Lozan a fost rechiziționată pentru a servi de arest temporar pentru evreii din regiune. Seara, soții Lozan au adus mâncare evreilor închiși.  
Cinci zile mai târziu s-a aflat că evreii internați în clădirea școlii vor fi omorâți. Pentru a preîntâmpina crima, Paramon Lozan a hotărât să-i elibereze, ceea ce a făcut-o profitând de neatenția paznicilor, evreii reușind să fugă. Aflănd de acestea a doua zi, autoritățile militare române i-au arestat pe soți. Paramon Lozan a fost executat câteva zile mai tărziu iar soția sa Tamara a fost eliberată și a supraviețuit dat fiind că avea gemeni de două luni la acel timp.
După eliberare, unii dintre evreii care au supraviețuit datorită acțiunii soților, s-au întors și au menținut legătura cu Tamara, exprimându-și recunoștința pentru faptele soțului care și-a jertfit viața.

## Acordarea titlului de "Drept între popoare"
În 7 noiembrie 1996 Yad Vashem le-a recunoscut faptele de bravură și a conferit titlul de "Drept între popoare" ambilor soți, titlu acordat celor care riscăndu-și propria viața, familia și averea si-au păstrat omenia și iubirea aproapelui, ajutându-i și salvându-i pe evreii prigoniți.